# Анджеєво (Мазовецьке воєводство)
Анджеєво (пол. Andrzejewo) — село в Польщі, у гміні Анджеєво Островського повіту Мазовецького воєводства.
Населення — 926 осіб (2011).
У 1975-1998 роках село належало до Ломжинського воєводства.

## Демографія
Демографічна структура станом на 31 березня 2011 року:
|          | Загалом | Допрацездатний вік | Працездатний вік | Постпрацездатний вік |
| -------- | ------- | ------------------ | ---------------- | -------------------- |
| Чоловіки | 464     | 78                 | 318              | 68                   |
| Жінки    | 462     | 82                 | 255              | 125                  |
| Разом    | 926     | 160                | 573              | 193                  |